# Move to Memphis
Move to Memphis is een nummer van de Noorse band a-ha uit 1991. Het verscheen als nieuw nummer op hun verzamelalbum Headlines and deadlines: the hits of a-ha. Daarnaast verscheen er op het album Memorial Beach een nieuwe versie van het nummer.
Het nummer had het meeste succes in a-ha's thuisland Noorwegen, waar het de 2e positie bereikte. Voor de rest werd het in een paar andere Europese landen een klein hitje, waaronder Duitsland, Frankrijk en de Britse eilanden. In Nederland haalde "Move to Memphis" de 12e positie in de Tipparade.